# 乔治·戈格舍利泽
乔治·戈格舍利泽（1979年11月7日—），俄罗斯、格鲁吉亚男子摔跤运动员。他曾代表格鲁吉亚参加2008年和2012年夏季奥林匹克运动会摔跤比赛，获得一枚银牌和一枚铜牌。